# Clermont-Soubiran
Clermont-Soubiran is een gemeente in het Franse departement Lot-et-Garonne (regio Nouvelle-Aquitaine) en telt 367 inwoners (2004). De plaats maakt deel uit van het arrondissement Agen.

## Geografie
De oppervlakte van Clermont-Soubiran bedraagt 10,4 km², de bevolkingsdichtheid is 35,3 inwoners per km².
De onderstaande kaart toont de ligging van Clermont-Soubiran met de belangrijkste infrastructuur en aangrenzende gemeenten.

## Demografie
Onderstaande figuur toont het verloop van het inwonertal (bron: INSEE-tellingen).

1. ↑  Populations de référence 2022.